# (145451) 2005 RM43
(145451) 2005 RM43とは、エッジワース・カイパーベルトよりも遠い位置にある散乱円盤天体領域に存在する太陽系外縁天体である。2005年9月9日、ニューメキシコ州サンスポットに位置するアパッチポイント天文台でアメリカの天文学者Andrew Becker、Andrew Puckett、Jeremy Kubicaによって発見された。直径は約500~600kmである。

## 概要
(145451) 2005 RM43は、マイケル・ブラウンとゴンサロ・タンクレディの両者から準惑星である可能性が高いと考えられている。絶対等級4.4に基づくと、天体の表面反射率であるアルベドに応じて、(145451) 2005 RM43の直径は350~800kmの範囲になる。Johnston's Archiveは、0.09のアルベドを想定して584kmの推定値を示している。ブラウンは、絶対等級4.8、アルベド0.08と想定して、直径524kmと推定している。2018年12月に発生した(145451) 2005 RM43の恒星食による直径の測定は、最小の458kmであった。

1976年にサイディング・スプリング天文台によって撮影されたのプレカバリー画像。

2018年には、2005年までに(145451) 2005 RM43の2つの恒星食が2月3日と12月24日に観測された2月の掩蔽の観測は、456 km (283 mi)の恒星を横切る線の長さを測定した。12月の掩蔽の観測は、2つの肯定的な恒星を横切る線が測定された。これは、(145451) 2005 RM43でおよそ644 km (400 mi)の直径を示唆している。
17回の衝で303回観測されており、(145451) 2005 RM43のプレカバリー画像は1976年にさかのぼる。軌道はほぼ決定されており、不確定パラメータは2である。